# 山口宗季

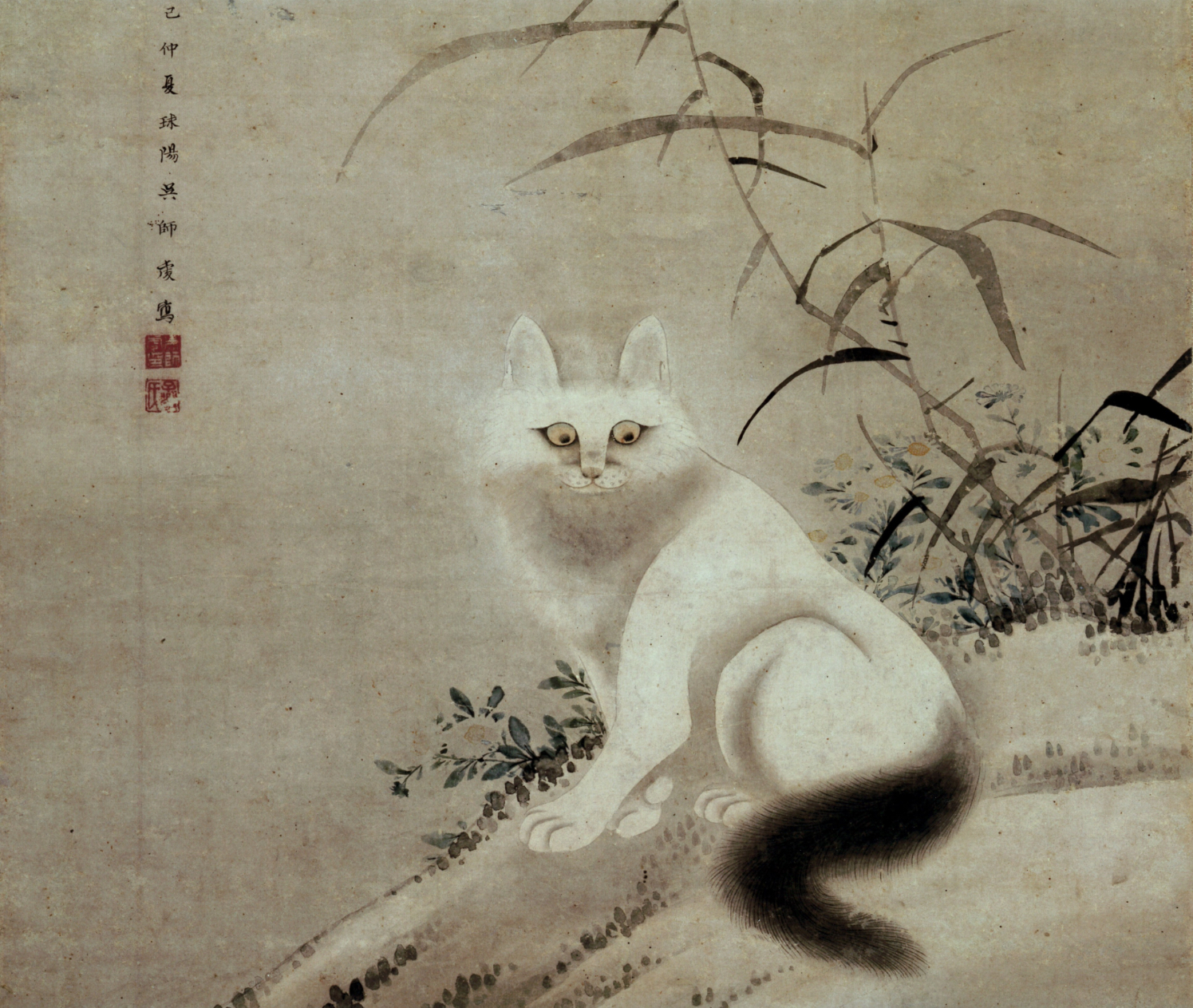
山口宗季筆『神猫図』（沖縄県指定有形文化財、那覇市歴史博物館所蔵）

山口 宗季（やまぐち そうき、康熙11年11月3日（1672年12月21日） - 乾隆8年2月2日（1743年2月25日））は、琉球王国の画家。字は子敬、号は雲谷、後名は保房。唐名は呉 師虔（ご しけん）。

## 概略
19歳で王府の絵師になる。31歳のとき清の福州に留学し、福州第一の絵師といわれた孫億や順梁亨、鄭大観に師事した。
帰国後は絵師主取となって薩摩藩主への進上品や御後絵（国王の肖像画）などを製作したほか、清より朱肉の製法を伝え、初めて国内での製造に当たった。72歳で没した。作品に『四季翎毛花卉図』などがある。
弟子に殷元良らがいる。

## 主な作品
以下の作品は沖縄県の有形文化財に指定されている（那覇市の所有で、那覇市歴史博物館所蔵）。
- 『神猫図』1幅・2006年（平成18年）9月12日指定[3]

### 『沖縄文化の遺宝』所載の作品
鎌倉芳太郎『沖縄文化の遺宝 写真編』（岩波書店）には、呉師虔の名義の絵画の写真が掲載されている。
- 『四季翎毛花卉図鑑』（p. 252 - 253）